# Красногор'є (Слободський район)
Красного́р'є (рос. Красногорье) — присілок у складі Слободського району Кіровської області, Росія. Входить до складу Світозаревського сільського поселення.
Населення становить 35 осіб (2010, 65 у 2002).
Національний склад станом на 2002 рік — удмурти 95 %.